# كلارنس شميت (نحات)
كلارنس شميت (بالإنجليزية: Clarence Schmidt)‏ هو نحات أمريكي، ولد في 11 سبتمبر 1897، وتوفي في 9 نوفمبر 1978.